# Agrotis saracenica
Agrotis saracenica är en fjärilsart som beskrevs av Willie Horace Thomas Tams 1925. Agrotis saracenica ingår i släktet Agrotis och familjen nattflyn. Inga underarter finns listade i Catalogue of Life.